# Jenő (település)
Jenő község Fejér vármegyében, a Székesfehérvári járásban.

## Fekvése
Fejér vármegye nyugati szélén, Polgárditól északnyugatra fekvő település a 7206-os út mentén. Polgárdi 5 kilométer, Nádasdladány 4 kilométer, Ősi 8,5 kilométer, Füle 8 kilométer, Kőszárhegy 10 kilométer, Szabadbattyán 14 kilométer távolságra található.

## Története
A falu a Jenő törzsbeliek települése volt, melyben 1260 körül kisnemesek éltek.
A település nevét az oklevele 1257-ben említik először Jyeneu alakban, 1263-ban Yenev-ként van említve.
1257-ben Jenei Benedicta, bátyja Ádám végrendelkezését megújítja, s Jenei földjét, és a rokonai részéről őt illető földrészeket egy jó malommal és egy malomhellyel a veszprémi káptalanra hagyta, magának élete végéig haszonélvezetet kötve ki.
1263-ban Jenei István és felesége, mivel örökösük nem volt, a királyi engedélyből bírt földjüket tartozékaival és malomhellyel együtt szintén a káptalanra hagyta haszonélvezet fenntartásával.
A település a török időkben osztozott a környék  falvai sorsával, hosszú ideig
néptelen puszta volt, de később újranépesült.
Az 1770-től 1949-ig a falu közigazgatásilag Nádasdladányhoz tartozott.
1950-től vált önálló településsé.

## Közélete

### Polgármesterei
- 1990–1994: Csáktornyai József (független)[6]
- 1994–1998: Csáktornyai József (független)[7]
- 1998–2002: Varga István (független)[8]
- 2002–2006: Varga István (független)[9]
- 2006–2010: Varga István (független)[10]
- 2010–2014: Varga István (független)[11]
- 2014–2016: Varga István (független)[12]
- 2016–2019: Klimáné Kerekes Ildikó (független)[13]
- 2019–2024: Kerekes Ildikó (független)[14]
- 2024–2025: Kerekes Ildikó (független)[15]
- 2025– : Budai Ferenc (független)[1]

A településen 2016. május 8-án időközi polgármester-választást tartottak, az előző polgármester lemondása miatt.
2025. augusztus 3-án ugyancsak időközi polgármester-választást (és képviselő-testületi választást) kellett tartani a községben, mert azt követően, hogy az előző évben megválasztott polgármester több mint fél évre gyakorlatilag eltűnt a nyilvánosság elől, a képviselő-testület 2025. május 16-án az önfeloszlatás mellett döntött.

## Népesség
A település népességének változása:
| Lakosok száma | 1332 | 1321 | 1293 | 1297 | 1211 | 1186 | 1216 |
|               | 2013 | 2014 | 2015 | 2021 | 2022 | 2023 | 2024 |

A 2011-es népszámlálás során a lakosok 88,6%-a magyarnak, 0,2% cigánynak, 0,2% németnek, 0,5% románnak, 0,2% szerbnek mondta magát (11,2% nem nyilatkozott; a kettős identitások miatt a végösszeg nagyobb lehet 100%-nál). A vallási megoszlás a következő volt: római katolikus 55,6%, református 7,8%, evangélikus 0,2%, görögkatolikus 0,2%, felekezeten kívüli 12,3% (23,5% nem nyilatkozott).
2022-ben a lakosság 92,2%-a vallotta magát magyarnak, 0,4% szerbnek, 0,4% cigánynak, 0,3% németnek, 0,2% szlováknak, 0,1-0,1% görögnek, örménynek, románnak és ruszinnak, 2,3% egyéb, nem hazai nemzetiségűnek (7,8% nem nyilatkozott; a kettős identitások miatt a végösszeg nagyobb lehet 100%-nál). Vallásuk szerint 35,3% volt római katolikus, 6,7% református, 0,4% görög katolikus, 0,2% evangélikus, 0,1% izraelita, 0,1% egyéb keresztény, 1,1% egyéb katolikus, 19,4% felekezeten kívüli (36,4% nem válaszolt).

## Nevezetességei
- Római katolikus templom – 1997-ben rakták le az alapkövét, 1999-ben szentelték fel munkás Szent József tiszteletére. Addig imaházban tartottak szentmiséket. Az épületet Csutiné Schleer Erzsébet építészmérnök tervezte.[20]
- Kőkereszt – 1832-ben a falu szőlősgazdái emelték.

- A római katolikus templom belső tere
- A 7206-os út a központban észak felé nézve
- Kőkereszt a faluközpontban